# Kanton Sens-Sud-Est
Der Kanton Sens-Sud-Est war bis 2015 ein französischer Wahlkreis im Arrondissement Sens, im Département Yonne und in der Region Burgund; sein Hauptort war Sens, Vertreter im Generalrat des Départements war zuletzt von 1998 bis 2015 Alain Ladrange (PCF).

## Gemeinden
Der Kanton bestand aus acht Gemeinden und einem Teil der Stadt Sens (angegeben ist hier die Gesamteinwohnerzahl der Stadt; im Kanton lebten etwa 10.000 Einwohner aus Sens):
| Gemeinde       | Einwohner Jahr | Fläche km² | Bevölkerungsdichte | Code INSEE | Postleitzahl |
| -------------- | -------------- | ---------- | ------------------ | ---------- | ------------ |
| Maillot        | 1.038 (2013)   | 6,17       | 168 Einw./km²      | 89236      | 89100        |
| Malay-le-Grand | 1.540 (2013)   | 21,8       | 71 Einw./km²       | 89239      | 89100        |
| Malay-le-Petit | 380 (2013)     | 11,04      | 34 Einw./km²       | 89240      | 89710        |
| Noé            | 489 (2013)     | 8,55       | 57 Einw./km²       | 89278      | 89320        |
| Passy          | 341 (2013)     | 5,74       | 59 Einw./km²       | 89291      | 89510        |
| Rosoy          | 1.073 (2013)   | 5,94       | 181 Einw./km²      | 89326      | 89100        |
| Sens           | 25.018 (2013)  | –          | – Einw./km²        | 89387      | 89100        |
| Vaumort        | 354 (2013)     | 14,52      | 24 Einw./km²       | 89434      | 89320        |
| Véron          | 1.960 (2013)   | 15,91      | 123 Einw./km²      | 89443      | 89510        |